# Mmm Fingers
Mmm Fingers là trò chơi đã được sản xuất và phát hành bởi Noodlecake Studios vào ngày 29 tháng 10 năm 2014. Trò chơi giải trí cực hấp dẫn, đơn giản dễ chơi với điều khiển cảm ứng mượt mà trên Android, iOS chạm vào và tiêu diệt các con quái vật sẽ khiến các ngón tay của bạn không được ngừng nghỉ. Mmm Fingers là tựa game rất hoàn hảo để giải trí trong nhiều giờ hoặc để giết thời gian.

## Cách chơi
Trò chơi có nét đồ hoạ đơn giản nhưng màu sắc lại rất tươi tắn, bắt mắt và cuốn hút. Những con quái vật được tạo hình với nhiều hình dạng khác nhau và kèm theo những biểu cảm trông rất quái lạ và ngộ nghĩnh, nhìn vào cũng thấy rằng chúng luôn chực chờ phập vào ngón tay người chơi.
Nội dung và cách chơi duy nhất đơn giản chỉ là người chơi phải giữ ngón tay trên màn hình thi và liên tục di chuyển để tránh né toàn bộ các quái vật đang lao vào người chơi. Người chơi phải tránh các quái vật càng nhiều càng tốt và sẽ có các điểm mốc. Người chơi sẽ thua và sẽ phải chơi lại từ đầu nếu người chơi bị chúng cắm răng vào hoặc tự ý rút tay ra khỏi màn hình. Ngoài ra còn có tính năng chia sẻ lên các mạng xã hội cũng như cập nhật bảng xếp hạng điểm cao nhất trên toàn thế giới.
Chướng ngại vật trong trò chơi này chính là những con quái vật có vỏ chông, gai răng cưa cũng những cối xay quay tròn với những cái đinh sắc nhọn. Đương nhiên nếu không khéo léo để chạm ngón tay vào chúng, màn hình sẽ xuất hiện thông báo game over.
Ngoài ra người chơi còn có các tùy chỉnh ở góc trên trái màn hình menu như bật/tắt nhạc nền, bật/tắt tiếng hoặc thay đổi màu máu. Nút thống kê ghi lại các thành tích của người chơi như kỉ lục hôm nay, kỉ lục phiên này, điểm cao nhất, tổng điểm ở tất cả các ván chơi, tổng số ván chơi. Phía trên là biểu đồ điểm số của 12 ván chơi gần nhất.

## Các mốc trong trò chơi
Trò chơi có các mốc:
1. Average score: Điểm trung bình của tất cả các ván chơi (làm tròn đến hàng đơn vị).
2. Previous score: Điểm ván chơi trước.
3. Daily record: Kỉ lục hàng ngày.
4. Session record: Kỉ lục phiên này.
5. New record: Kỉ lục mới.

Sau các mốc 250, 500, 750, 1000 điểm, người chơi sẽ được huy chương.

## Tính năng chính
- Game có nét đồ họa đơn giản nhưng màu sắc lại rất tươi tắn, bắt mắt và cuốn hút.
- Những con quái vật được tạo hình với nhiều hình dạng khác nhau và kèm theo những biểu cảm trông rất quái lạ và ngộ nghĩnh.
- Âm thanh thì khá trầm rất dễ làm bạn mất tập trung.
- Chia sẻ lên các mạng xã hội cũng như cập nhật bảng xếp hạng trên toàn thế giới.